# 百溪禄郎太
百溪 禄郎太（ももたに ろくろうた、1885年3月28日-1977年12月15日）は、日本の物理学者。

## 経歴
宮崎県東杵杵郡出身。父親は宮崎県延岡で医師と裁判官をしていた百溪龍蔵で、母は冨の5男として誕生。

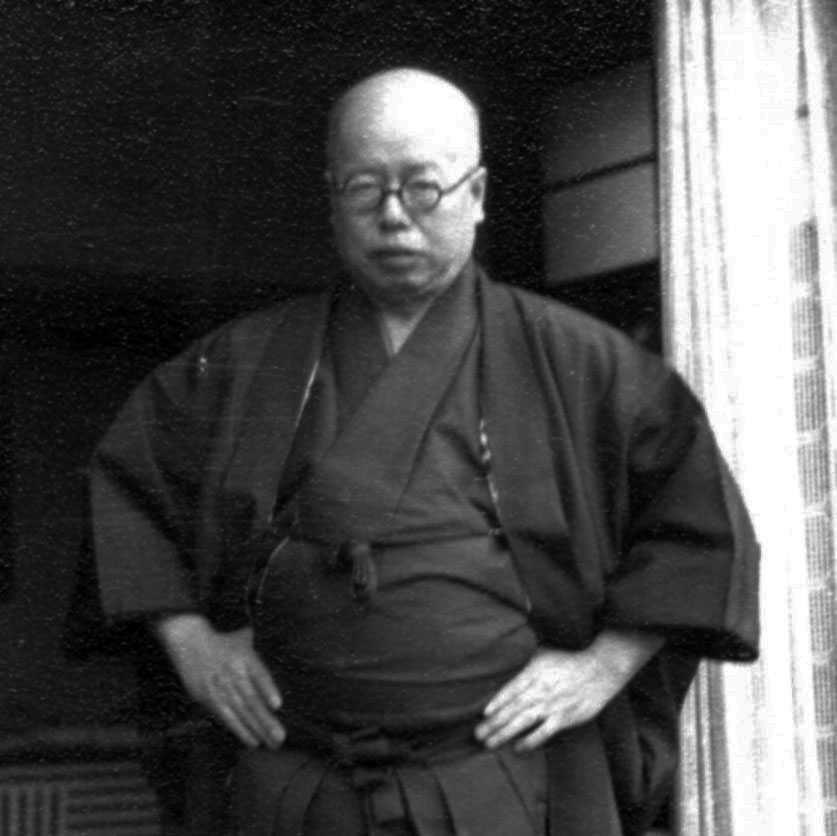
百溪禄郎太

宮崎県の旧制宮崎県立延岡中学校（現・宮崎県立延岡高等学校）では若山牧水と同窓で、校内の文学愛好会「曙会」に所属した。
延岡中学の校友会の雑誌部長として若山牧水が就任した時、その時の雑誌部校友会役員は、古川正雄、百溪禄郎太、甲斐猛一、松本庫太郎、乗秀小三郎の五人が幹事に選ばれている。
延岡中学卒業後鹿児島に滞在し、その後、東京に出て東京大学で物理学を学んだ。恩師の一人、寺田寅彦を物理学と文学に優れた師として尊敬して、文学者への憧憬も強かった。一方で、山登りも好きで、故郷の祖母山には何度も登山して、スケッチも加えた本、「祖母岳」を出版している。
新宿に住んで、その後、目黒区中目黒に洋館を建築して、亡くなるまで住んだ。この家の設計者は東京の旧丸ビルの設計者として国際的に著名な桜井小太郎（日本人初の英国の王立建築家協会建築士）。

## 家族

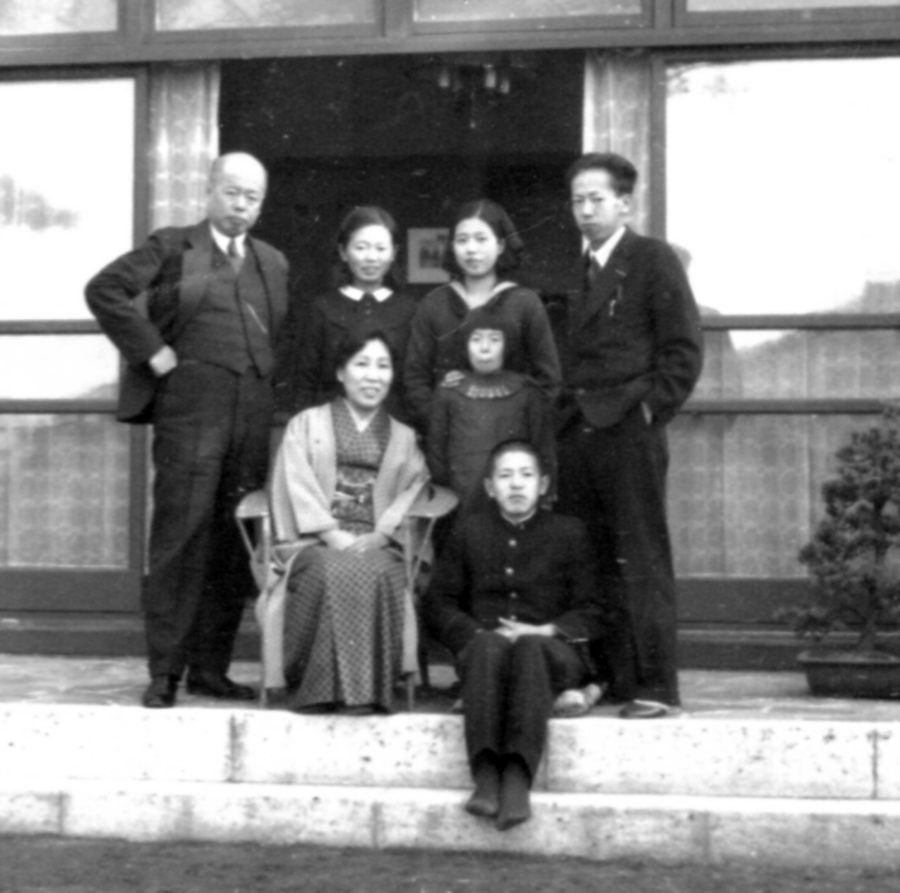
目黒の自宅応接間から出たテラスで家族と。後ろ右から本人、長女ゆり、次女まり。中段左から妻の嶺、３女。下段は４男の英（えい）。

大分県安心院出身の高木嶺（たかぎ たかね、大分県における女性医師の先駆者の一人である辛島篤の妹）と結婚し、7人の子女をもうけた。
長男の龍太（りょうた）は東芝勤務、次男の巌は夭折、三男の三郎は東大医学部卒業（沖中内科）後小児科医師（専売公社病院＝現在の国際医療福祉大学三田病院他）、四男の英（えい）は日本高等獣医学校（現在の日本獣医生命科学大学）卒業後、獣医師として農林水産省（現農水省）勤務、長女のゆりと、次女のまりはそれぞれ弁護士、銀行家などに嫁いだが3女は夭折している。これらの兄弟は現在(2010/12)までにすべて亡くなっている。
高木嶺は、福沢諭吉の師として知られる江戸時代後期の儒学者、漢学者白石照山の孫にあたる。
百溪家には学者や医者になった者が多いが、百溪禄郎太の直系では医師になった3男の三郎と獣医の医学研究者となった4男の長男だけのようである。
百溪禄郎太以前の系譜については、百溪禄郎太が著作自費出版した「田原氏の系譜 附 百溪氏の事」（写真参照）をもとに禄郎太の孫、百溪英一が記載した。

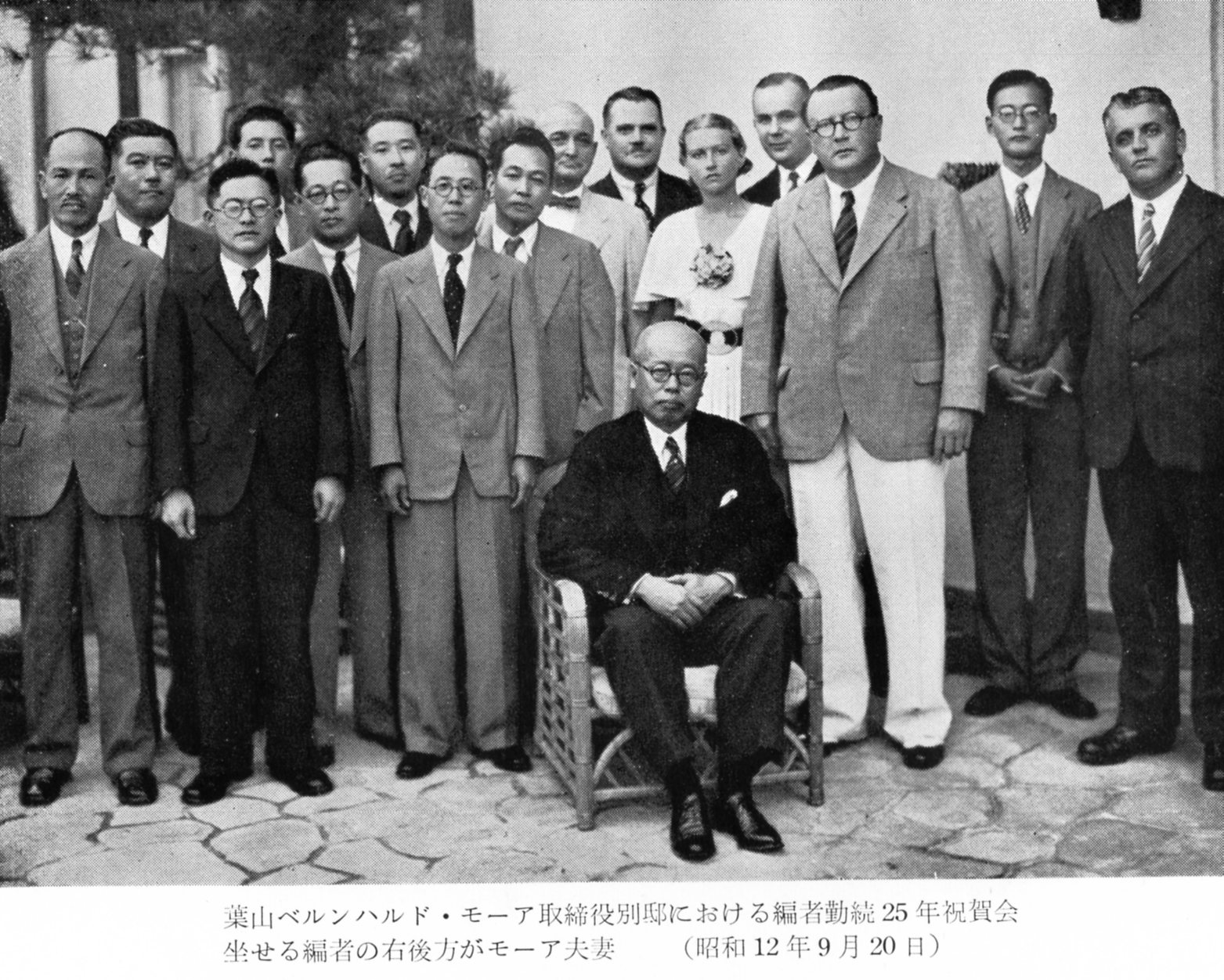
シーメンス社勤続25年祝賀会の記念写真。椅子に座る人物が禄郎太本人。

## 職歴
百溪禄郎太はドイツの電気会社日本シーメンス社に長年勤続した。

## 寺田寅彦による評（祖母嶽序文より）
百溪君は東京帝國大學で資驗物理學を修め率業後は世界的に信用のある獨逸の電氣器械製作會社シーメンスシュッケルト社の東京支店員となり、今日ではもう可なりに古參の方であらうと思はれる。
物理學者であり同時に會社員であるところの百溪君が又同時に「祖母嶽」の著者であるといふことは一寸考へると不思議なことのやうにも思はれる。理解のない世間から概念的に想像せられる物理學者なるものは、恐らく唯生命のない物質と英エネルギーの数理的關係にのみ沒頭する仙人のやうなものであるかもしれない。一方で又、獨逸電機會社の店員と云へば、ハイカラで如才がなくて、さうして營利に拔目のない世間人であるらしう思はれるかもしれない。此の甚だしく對蹠的に見える二つの肩書が一人の百溪君に於て完全に融和して居ると云ふ事實は同君が「祖母嶽」の著者であるといふことによつて十分に説明されるやうに私には思はれる。
昭和七年二月一日
吉村冬彦

＊（寺田寅彦が随筆家、俳人として1922年から使用）

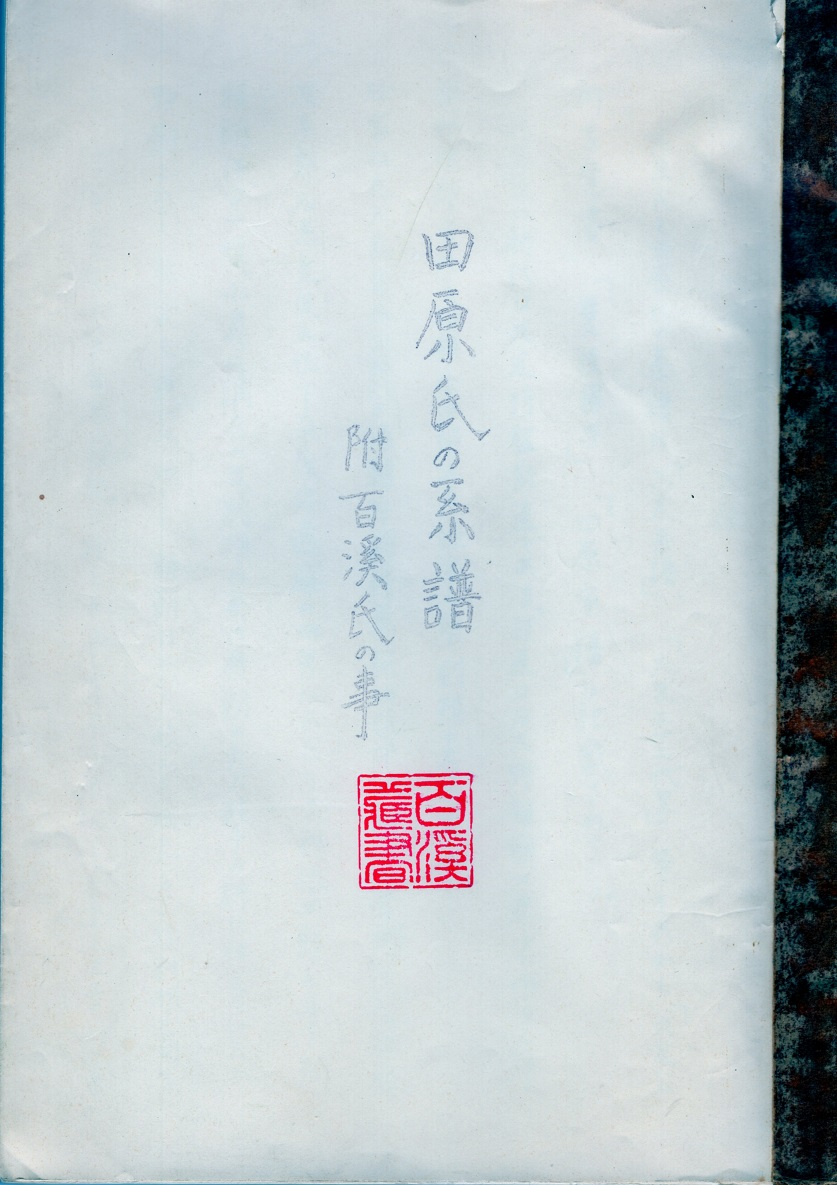
田原氏の系譜、百溪禄郎太著

## 著書
- 『祖母岳』朋文堂、1932年（私家版としては1925年に刊行）
- 『日本におけるシーメンスの事業とその経歴』私家版、1955年
- 『ヘルマン・ケスレルの伝』私家版、1957年。太平洋戦争後、禄郎太はシーメンスの日本における歴史や、同社の電気技師で日本に駐在したヘルマン・ケスラーの評伝[3]などを自費出版として刊行した。